# Másodkor (Középfölde)
Ez a szócikk J. R. R. Tolkien világáról szól, Arda másodkorának történelmi áttekintése.

## Kronológiai áttekintés
- 1	Szürkerév (Mithlond) és Lindon megalapítása. Lindon Beleriand elsüllyedt földrészének utolsó felszínen maradt darabja. Zöldellő és derűs vidék, mely Középfölde legnyugatibb részén terül el. Legnagyobb kikötője Szürkerév.
- 32	Az emberek Númenorba érkeznek, amely egy csillag alakú sziget, amit a valák ajándékoztak a dúnadánoknak, amiért hősiesen helytálltak a Morgoth elleni háborúban.
- 600	 A númenoriak hajói megjelennek Középfölde partjain.
- 750	A noldák megalapítják Eregiont.
- 1000	Sauron elkezdi építeni a Barad-dûrt, mert nyugtalanítja a númenoriak ereje.
- 1200	Sauronnak sikerül a megnyernie az eregoni tündéket.
- 1500	A Sauron tanítványaivá lett tünde-kovácsok, élükön Celebrimbor, tökélyre fejlesztik mesterségüket, és hozzáfognak a Hatalom Gyűrűinek elkészítéséhez.
- 1590	Sauron segítsége nélkül elkészül a Három Gyűrű.
- 1600	Sauron elkészíti az Orodruinban az Egy Gyűrűt. Befejezi a Barad-dûr építését.
- 1693	Kitör a háború a tündék és Sauron között, a Három Gyűrűt elrejtik.
- 1695	Sauron hadai behatolnak Eriadorba. Gil-galad Eregionba küldi Elrondot.
- 1697	Eregion elpusztul. Moria kapui bezárulnak. Elrond visszavonul a noldák maradékával, és megalapítja Völgyzugoly (Imladris) menedékét.
- 1700	Tar-Minastír nagy hajókat küld Númenorból Lindonba. Sauron vereséget szenved.
- 2251	A númenoriak között Sauron ármánykodásának eredményeképp elkezdődik a lázongás és a pártosodás. Ez idő tájt tűnnek fel a nazgûlok.
- 3255	Ar-Pharazôn trónra lépése
- 3261	Ar-Pharazôn tengerre száll és kiköt Középföldén
- 3262	Sauron a harc helyett megadja magát, fogolyként Númenorba viszik, majd aljas csellel megrontja az egész királyságot
- 3319	Ar-Pharazôn Sauron ármánykodásának hatására ostrom alá veszi Valinort. Ilúvatar elpusztítja Númenort, Ardát gömb alakúvá formálja és leválasztja róla Amant. Sauron elveszti testét és alakváltó képességét. Elendil és fiai megmenekülnek
- 3320	Megalakulnak a Száműzöttek Királyságai: Arnor és Gondor. A palantírok (látókövek) szétosztása. Sauron visszatér Mordorba. Új, szörnyűséges testet készít magának.
- 3429	Sauron megtámadja Gondort, beveszi Minas Ithilt, és elégeti a Fehér Fát. Isildur elmenekül apjához. Anárion megvédi Minas Anort és Osgiliathot.
- 3430	A tündék és az emberek megkötik az Utolsó Szövetséget.
- 3434	A dagorladi csata, mely Sauron vereségével zárul. Barad-dûr ostromának kezdete.
- 3440	Anárion elesik.
- 3441	Barad-dûr ostromának vége, Elendil és Gil-galad megdöntik Sauront, de mindketten elesnek. Isildur magához veszi az Egy Gyűrűt. Sauron elmenekül. A Nazgûlokat elnyeli az árnyék.

## Összefoglalás

### A Másodkor kezdete
A Thangorodrim elestét okozó Nagy Csata és természeti csapások során erősen rengett a föld,  Beleriand elpusztult és pusztává lett, és északon meg nyugaton sok szárazföld a Nagy Tengerbe süllyedt. Keleten, Ossiriandban megtört az Ered Luin fala, hatalmas szakadék nyílt benne dél felé, s a tenger vize beáramlott oda. Ebbe az öbölbe torkollott az új mederben áramló Lhûn folyó. Ezt a vidéket a noldák már régen Lindonnak nevezték, s e nevet viselte ezután is, s még mindig sok elda élt ott, mert nem szívesen hagyták el Beleriandot, ahol harcoltak. Fingon fia, Gil-galad volt a királyuk, s vele volt Elrond, a féltünde is. A Lhûn-öböl partján építették a tündék kikötőjüket, melyet Mithlondnak neveztek, és sok hajót tartottak ott, mert a hely alkalmas volt. Szürkerévből indultak hát időről időre az eldák, a Föld sötétsége elől menekülve, mert a valák kegyelméből az Elsőszülöttek még mindig használhatták az Egyenes Utat, és visszatérhettek Valinorban élő véreikhez.

### Akallabêth
Az utolsó csatában az emberek igencsak hősiesen helytálltak. Earendil gyermekeinek felajánlották a választás lehetőségét, melyik fajhoz kívánnak tartozni, mivel féltündék voltak. Elrond a tünde fajt választotta, Elros pedig élt a halál ajándékával és embereket választotta. Az utolsó csatában mutatott hősiesség zálogául az emberek egy szigetet kaptak ajándékul, Númenort. Númenor földje alakját tekintve ötágú csillaghoz hasonlított. A csillag nyúlványai önálló vidékekre tagolták: Forostar (Északfölde), Andustar (Nyugatfölde), Hyarnustar (Délnyugatfölde), Hyarrostar (Délkeletfölde) és Orrostar (Keletfölde). És a középső részt Mittalmarnak (Belföld) nevezték. Legnagyobb kikötője Meneltarma volt, fővárosa Armenelos. Númenor első királya Elros lett, Elros Tar-Minyatur néven. Ötvennyolc évvel a másodkor kezdete előtt született, és ereje mit sem fogyatkozott ötszáz éves koráig. 410 évig tartó uralkodás után halt meg.

#### Elros nemzetsége: Númenor királyai
2) Vardamír Nólimon: A másodkor 61. évében született és 471-ben halt meg. A Nólimon nevet azért kapta, mert legfőbb örömét a tündéktől és az emberektől elsajátított ősi tanokban lelte. Elros halálakor 381 éves volt, de nem foglalta el a trónt, hanem fia kezébe adta a jogart. Ezek ellenére őt tekintik a második királynak.
3) Tar-Amandil: Vardamír fiaként a 192. évben született, 148 évi uralkodás után, 590-ben átadta a jogart, és 603-ban hunyt el.
4) Tar-Elendil: Tar Amandil fiaként a 350. évben született. Százötven évig uralkodott, majd 740-ben átadta a jogart és 751-ben halt meg. Saját kezével írt könyveket. Későn házasodott, és első gyermeke egy leány, akit Silmariennek neveztek. Silmarientől született aztán Valandir, akitől Andúine urai származtak: ez utóbbiak sorában az utolsó Amandil volt, akinek fia, Elendil.
5) Tar-Meneldur: Tar-Elendil harmadik gyermekeként és egyetlen fiaként született 543-ban. 143 éven át uralkodott, 883-ban adta át a jogart, 942-ben halt meg.
6) Tar-Aldarion: Tar-Meneldur legidősebb gyermekeként és egyetlen fiaként született a 700. évben. Nagy hajós és hajóépítő volt. Sokat hajózott, és ezért felesége Erendis elvált tőle. Egyetlen lánya született, Ancalime. Így megváltozott a trónörökség törvénye: Amennyiben a királynak nincsenek fiúgyermekei, úgy a trónt a legidősebb leány örökölje.
7) Tar-Ancalime: Az első uralkodó királynő. 873-ban született, és 205 éven keresztül uralkodott. 1280-ban adta át a jogart, 1285-ben halt meg.
8) Tar-Anárion: Tar-Ancalime fiaként született az 1003. évben. 114 évig uralkodott, míg végül 1394-ben adta át a jogart, és 1404-ben halt meg.
9) Tar-Súrion: Tar-Anárion harmadik gyermeke volt: nővérei visszautasították a jogart az ő javára. 162 évig uralkodott.
10) Tar-Telperien: Ő volt Númenor második királynője. Nagyon sokáig élt, és senkivel sem volt hajlandó házasságra lépni. Halála után a jogar öcsére szállt. Ekkortájt készültek a Hatalom Gyűrűi Középföldén.
11) Tar-Minastir: Nevét annak köszönhette, hogy magas tornyot építtetett az Oromet-dombon. Ő küldött nagy hajóhadat Gil-galad megsegítésére a Sauron elleni első háborúban.
12) Tar-Ciryatan: Erőskezű, de kapzsi király volt. 160 évig uralkodott.
13) Nagy Tar-Atanamir: Az 1800. évben született, és százkilencvenkét éven át, 2221-ig, halála évéig uralkodott. Ő is büszke, és kapzsi volt, az ő idejében hullott rá Númenorra az Árnyék
14) Tar-Ancalimon: Az 1986. évben született, és százhatvanöt éven át, 2386-ban bekövetkezett haláláig uralkodott. Uralkodása idején mélyült el a szakadék a Király Emberei és azok között, akik ragaszkodtak az eldákkal fenntartott ősi barátsághoz.
15) Tar-Telemmaite: 2736-ban született és száznegyven éven át uralkodott. Az őt követő királyok apjuk halálától saját halálukig uralkodtak, noha a tényleges hatalmat sok esetben fiaik vagy tanácsosaik gyakorolták. De ahogy az Árnyék rájuk települt, úgy lett mind rövidebb Elros leszármazottainak élete.
16) Tar-Vanimelde: Ő volt a númenori királynők sorában a harmadik. Az uralkodás nem érdekelte, jobban érdekelte a zene és a tánc. A hatalmat férje, Herucalmo gyakorolta. Felesége halála után Herucalmo vette át a jogart.
17) Tar-Alcarin: 80 évig uralkodott, bár jog szerint 100 évig számított királynak.
18) Tar-Calmacil: 85 éven át uralkodott. Nevét annak köszönhette, hogy ifjúságában kiváló hajóparancsnok volt.
19) Tar-Ardamin: A 2618. évben született, és nyolcvannyolc éven át, 2825-ben bekövetkezett haláláig uralkodott.
20) Ar-Adúnakhôr (Tar-Herunúmen): A 2709. évben született és hatvanhárom évig, 2962-ben bekövetkezett haláláig uralkodott. Ő volt az első olyan király, aki már nem tünde néven uralkodott. Ezt a Hűségesek káromlásnak vélték.
21) Ar-Zimrathôn (Tar-Hostamir): A 2798. évben született, s hatvankilenc éven át, 3102-ben bekövetkezett haláláig uralkodott.
22) Ar-Gimilzôr (Tar-Telemnar): A 2960. évben született, s hetvenöt éven át, 3177-ben bekövetkezett haláláig uralkodott. Minden addiginál ádázabb ellensége volt a Hűségeseknek, végérvényesen betiltotta az elda nyelvek használatát, és nem engedte, hogy a tündék kikössenek a szigeten.
23) Tar-Palantír: A 3035. évben született és hetvennyolc éven át, 3255-ben bekövetkezett haláláig uralkodott. Tar-Palantír nehezményezte királyi elődei felfogását, és szíves-örömest újította volna fel a barátságot a tündékkel. Későn házasodott, és fia nem született. Halála után azonban a lánya Pharazônnak lett a felesége, noha ő maga is tiltakozott a házasság ellen, s azt unokatestvérekről lévén szó, Númenor törvénye tiltotta is.
24) Ar-Pharazôn: Ő volt Númenor legnagyobb hatalmú és egyben utolsó királya. Uralkodása fénypontján volt, amikor hatalmas sereget gyűjtött, áthajózott Középföldére, és legyőzte Sauront. Diadalittasan átvitte Númenorba. Ezt követően ő is és udvara is az Árnyék befolyása alá került. A következő ötven évben, a királyságban egyre nagyobb lett a káosz. A király Morgothnak kínált fel emberáldozatokat. Sauron rábeszélte, hogy támadja meg Valinort, és szerezzen magának halhatatlanságot. Megszervezte hadseregét, és az Áldott Aman partjára lépett. S amikor lába a szűz homokot érte, a Világ Megváltozott. Ő és egész serege az Elfeledettek Barlangjába záródott.
Amant eltávolították Ardából, Númenor elpusztult. Ekkaiából és az Üres Földekből új tengerek, és kontinensek keletkeztek, Arda gömb alakúvá változott.

#### A Hatalom Gyűrűinek kovácsolása
Az Első Kor végén Sauron, Morgoth egykori hadnagya fogságba esett. Hűséget fogadott Eonwének, Manwë hírnökének, és megbánta gonosz tetteit. Ám Eonwének nem állt hatalmában, hogy megbocsásson a vele egy rendből valónak, így megparancsolta Sauronnak, hogy térjen vissza Amanba, és ott kérje Manwë ítéletét. Sauron ekkor elszégyellte magát, s vonakodott megalázottan visszatérni, ezért Eonwe távozása után elrejtőzött Középföldén és visszatért a gonoszhoz, mert erősen kötötték Morgoth béklyói.
Az eldák közül sokan átkeltek az Ered Luinon akkoriban, s a földrész belsejébe vonultak. Közülük sokan telerek voltak, doriathi és ossiriandi túlélők, akik birodalmakat alapítottak az erdőtündék között az erdőkben s a hegyekben, messze a tengertől, ahová a szívük azért egyre húzott. Ám csupán Eregionban alapítottak tartósan fennálló birodalmat. Eregion közel volt a törpök nagy településéhez, amelyet azok Khazad-dûmnak neveztek, a tündék Hadhodrondnak, majd később Moriának. Ost-in-Edhilből, a tündék városából, jól épített út futott Moria nyugati kapujához, mert olyan barátság szövődött itt a tündék és törpök között, amelyen soha másutt, mindkét nép javára. A tündék vezetője Celebrimor volt.
Látván a világ magárahagyatottságát, Sauron úgy vélekedett, hogy a valák ismét megfeledkeztek Középföldéről, s a büszkesége növekedni kezdett. Gyűlölettel tekintett az eldákra, és félte a númenori embereket, akik hajóikkal néha visszajártak Középfölde partjaira, de sokáig titkolta gondolatait és szívében szövögetett sötét terveit.
A Föld népei közül a legkönnyebben az embereket tudta magához hajlítani, ám hosszasan próbálta a tündéket szolgálatába csábítani, mert tudta, hogy az Elsőszülöttek hatalma nagyobb, s gyakran járt közéjük, s alakja ekkor még mindig szépnek, és bölcsnek tetszett. Csupán Lindont kerülte, mert Gil-galad és Elrond kétkedéssel nézte szép alakját. De másutt a tündék örömmel fogadták, és nem hallgattak a Lindonból érkező hírnökökre, mert Sauron felvette az Annatar, Ajándékok Ura nevet, s a tündéknek kezdetben sok hasznuk volt a barátságából.
Eregionban fogadták a legszívesebben Sauron tanácsait, mert az ottani noldák egyre szebb és ügyesebb dolgokat vágytak készíteni. Megnyitották a fülüket Sauronnak, s sokat tanultak tőle, mert nagy volt a tudása. Abban az időben Ost-in-Edhil mívesei fölülmúltak mindent, amit addig készítettek, s hozzáláttak a Hatalom Gyűrűinek megmunkálásához. Sauron pedig irányította a munkájukat, s tudott mindenről, amit tettek, mert magához akarta láncolni, az uralma alá akarta vonni a tündéket.
A tündék pedig sok Gyűrűt készítettek, ám Sauron titokban elkészítette az Egy Gyűrűt, hogy uralja az összes többit, s azoknak a hatalma teljesen az Egy Gyűrűhöz kötődött, annak volt alárendelve, s csak addig élt, ameddig amaz. És Sauron erejének és akaratának javát az Egy Gyűrűbe bocsátotta, mert a tünde gyűrűk hatalma igen nagy volt, tehát az uralkodó Egynek még erősebbnek kellett lenni, ezért készítette Sauron a Végzet-hegyének gyomrában. S még az Egy Gyűrűt viselte, tudott mindent azokról a dolgokról, amelyeket a csekélyebb gyűrűk segítségével cselekedtek, látta és uralni tudta a gyűrűk viselőinek még a gondolatait is.
De a tündéket nem volt olyan könnyű megtéveszteni. Mihelyst Sauron az ujjára húzta az Egy Gyűrűt, a tündék észrevették, s tudták, ki ő, s hogy uralkodni akar rajtuk és mindenen, amit létrehoztak. Akkor dühösen és rettegve levették a gyűrűiket. Ő pedig látta, hogy lelepleződött, és nem sikerült rászednie a tündéket, és haragra lobbant: nyílt háborúban támadt a tündékre, s követelte, hogy az összes gyűrűt adják át neki, mivel a tünde kovácsok nem tudták volna elkészíteni őket az ő tudománya és tanácsai nélkül. Ám a tündék elmenekültek előle, és három gyűrűjüket megmentették, elvitték és elrejtették előle. Ezek pedig a Három Gyűrű tagjai voltak, amelyek utoljára készültek, és nagy volt a hatalmuk. Narya, Nenya és Vilya volt a nevük, s a Tűz, a Víz és a Lég gyűrűi voltak, rubinnal, gyémánttal és zafírral ékesek, s az összes tünde gyűrűk közül erre a háromra áhítozott Sauron a leginkább, mert akinek a birtokában voltak, az védekezni tudott az idő rombolása ellen, s késleltethette, hogy belefáradjon a világba. Csakhogy Sauron nem tudta fellelni őket, mert a Bölcsek kezére lettek bízva, s azok elrejtették, és mindaddig nem használták őket nyíltan, amíg Sauronnál volt az Egy Gyűrű. Így hát a Három tiszta maradt, mivel Celebrimor egyedül kovácsolta őket, és Sauron keze sohasem ért hozzájuk, ám ezek is alá voltak vetve az Egynek. Attól kezdve sohasem szűnt meg a háborúság Sauron és a tündék között, és Eregion elpusztult, és Celebrimort meggyilkolták, és Mória kapuit bezárták. Akkor alapították Imladris erősségét, méghozzá Elrond, a féltünde.
Ám Sauron összegyűjtötte az összes többi gyűrűt, s szétosztotta Középfölde más népei között mindazoknak, akiket az igája alá akart vonni, mert a fajtájuknak adatottnál nagyobb titkos hatalomra vágytak. Hét Gyűrűt a törpöknek adott, az embereknek pedig Kilencet, mert mint minden más dologban, ebben is az emberek mutatták a legnagyobb készséget arra, hogy teljesítsék akaratát. S megrontotta mindazokat a gyűrűket, amelyeket uralt, s annál könnyebben, mivel részt vett a készítésükben, s ezek a gyűrűk átkozottak lettek, s végül mindig elárulták viselőjüket.
A törpöket nem volt könnyű megszelídíteni, mert nemigen tűrik az idegen uralmat, nehéz kiismerni szívük titkos szándékát, s árnyakká sem változtathatók. Gyűrűiket csak arra használták, hogy vagyont szerezzenek, de harag és mohó aranyszerzési vágy költözött a szívükbe, s mindez szült annyi gonoszat, amennyi hasznára válhatott Sauronnak. Úgy tartják, hogy a törp királyok Hét Kincsének alapja minden esetben egy-egy aranygyűrű volt, ám a kincseket már régen elrabolták, sárkányok falták fel, s a Hét Gyűrű némelyikét sárkánytűz emésztett el, másokat Sauron szerzett vissza.
Az embereket könnyebb volt csapdába ejteni. Akik a Kilenc Gyűrűt használták, azokból hatalmasok lettek a maguk idején: királyok, varázslók és hadvezérek. Dicsőséget és nagy vagyont szereztek, de végül mindez a vesztüket okozta. Úgy tetszett, végtelen az életük, ám az élet elviselhetetlenné vált számukra. Egymás után, előbb vagy utóbb, eredendő erejüktől és jó szándékuktól függően rabszolgái lettek a saját gyűrűiknek, amelyet viszont Sauron uralt. És mindörökre láthatatlanná váltak mindenki előtt, kivéve az Uralkodó Gyűrű viselőjét, s beléptek az árnyak birodalmába. Belőlük lettek a nazgûlok, a Gyűrűlidércek, az Ellenség legszörnyűségesebb szolgái, sötétség követte őket mindenüvé, s kiáltásuk a Halál szava volt.

#### Númenor bukása
Sauron mohósága és büszkesége pedig növekedett, s végül már nem ismert határt, s elhatározta, hogy ura lesz mindennek Középföldén, elpusztítja a tündéket, s ha teheti, végromlásba dönti Númenort. Nem tűrt semmiféle szabadságot vagy vetélytársat, a Föld Urának nevezte magát. Még mindig tudott azonban olyan alakot ölteni, amelyben az emberek bölcsnek és szépnek látták. Ha tehette mégis inkább az erőszak és a félelem eszközével uralkodott, s akik észlelték egyre terjedő árnyékát, Fekete Úrnak és Ellenségnek nevezték, ő pedig az uralma alá gyűjtötte ismét mindazokat a gonosz lényeket, amelyek még Morgoth idejéből maradtak meg a földön és a föld alatt, orkoknak parancsolt, s azok úgy szaporodtak, mint a legyek.
Így kezdődtek meg a Fekete Évek. Sauron nyugat felé való terjeszkedése aztán mégis megtorpant, mert szembekerült Númenor kihívásával. A birodalom fénykorában akkora volt a númenoriak hatalma és dicsősége, hogy Sauron szolgái sem tudtak ellenállni neki, s abban a reményben, hogy ravaszsággal elérheti azt, amit erővel nem, Sauron egy időre odahagyta Középföldét, és túszként Númenorba ment. Ott élt tehát, s végül csellel megmérgezte az emberek többségének szívét, s háborúba küldte a valák ellen, amivel a pusztulásukat okozta, ahogyan már régen kívánta. Ám a pusztulás iszonyatosabb volt, mint amilyenre Sauron számított, mert elfeledte, mekkora is az ereje a Nyugat Urainak. A világ széttöredezett, szárazföldek tűntek el, tengerek csaptak a magasba, s magát Sauront is elnyelte a feneketlen mélység. Szép emberi alakot soha többé nem tudott ölteni, de szelleme feltámadt, és fekete szél szárnyán tért vissza Középföldére, otthont keresve. Ott azt látta, hogy távolléte alatt Gil-galad hatalma megnövekedett, immár hatalmas nyugati és északi országrészekre terjedt ki, sőt túl a Ködhegységen és a Nagy Folyón egészen a Nagy Zölderdő határáig, olyan erősségekig, amelyekben ő egykor biztonságban élt. Ekkor Sauron visszavonult a Fekete Földön álló erősségébe, s háborúra készült.

### A királyságok alapítása
Akkor a pusztulásból menekült númenoriak kelet felé tartottak. Vezetőik a Szálas Elendil és fiai, Isildur és Anárion voltak. Rokonai voltak a királynak, Elros leszármazottjai, mégsem hallgattak Sauronra, s nem voltak hajlandók hadra kelni a Nyugat Urai ellen. Hajókra tették mindazokat, akik még hűségesek voltak, és elhagyták Númenort, még a pusztulás előtt. Elendil a pusztító vihar hullámai Lindonba vetette, ahol összebarátkozott Gil-galaddal. Itt alapított birodalmat Arnor néven.
Isildurt és Anáriont délnek vitte a tenger, s végül hajóikat az Anduinon vitték felfelé, s azon a földön alapítottak birodalmat, amelyet később Gondornak neveztek. A déli birodalom fővárosa Osgiliath lett, amelyen átfolyt a Nagy Folyó, s azon a númenoriak hatalmas hidat építettek, csodaszámba menő tornyokkal és kőházakkal. Más erősségeket is építettek mindkét oldalon: Minas Ithilt, a Felkelő Hold Tornyát keleten, az Árnyék-hegység oldalában fenyegetésül Mordornak, nyugaton pedig Minas Anort, a Lenyugvó Nap Tornyát a Mindoluin-hegy lábánál. Minas Ithilben volt Isildur háza, Anárioné pedig Minas Anorban, ám a birodalmat ketten uralták. Erődítményeket építettek még Argonathnál, Erechnél, Aglarondnál és Angrenost gyűrűjében felállították Orthanc Sziklacsúcsát.
Sok kincset és értékes, becses örökséget hoztak a Száműzöttek magukkal Númenorból, s ezek közül is a legbecsesebb a Hét Kő meg a Fehér Fa volt. A Fehér Fa Nimlothnak a gyümölcséből nőtt, mely egykor a király kertjében nőtt Armenelosban, Númenorban, amíg Sauron el nem égette; Nimloth pedig Tirion fájától származott, amely hasonmása volt a legidősebb fának, Fehér Telperionnak, amelyet Yavanna növesztett a valák földjén. A Fát, az eldák és a valinori fény emlékét Minas Ithilben ültették el Isildur háza előtt, mert ő mentette meg a gyümölcsöt a pusztulástól, a köveket pedig szétosztották.
Elendil kapott hármat, fiai pedig kettőt-kettőt. Elendil köveit Emyn Beriad és Amon Sûl tornyaiban meg Annúminas városában helyezték el, fiainak köveit pedig Minas Ithilben, Minas Anorban, Orthancban és Osgiliathban voltak. Ezeknek a köveknek pedig az volt a tulajdonsága, hogy aki beléjük nézett, megpillanthatott térben és időben távoli dolgokat. A köveket Palantíroknak nevezték, ami azt jelenti, ami messziről is lát; ám a Középföldére hozott kövek többsége immár régen elvesztek.
A númenori száműzöttek tehát birodalmakat alapítottak Arnorban és Gondorban, ám hamarosan kiderült az is, hogy Sauron is visszatért. Úgy mondják titokban eljutott ősi királyságába, Mordorba, az Ephel Dúathon, az Árnyékhegységen túl, ebbe a Gondorral határos országba. Ott, Gorgoroth völgye fölött nagy és erős erődítmény állt, Barad-dûr, a Fekete Torony, s ott állt az a vulkán, amelynek tüzében elkészítette hajdanán az Egy Gyűrűt. Háborúra készült az eldák és a nyugathoni emberei ellen, s a Hegy tüzét ismét felszította. Ezért nevezték el a númenoriak a füstölgő Orodruint Amon Amarthnak, Végzet-hegyének.

#### Az Emberek és Tündék Utolsó Szövetsége
Elendil és Gil-galad pedig tanácsot ültek, mert látták, hogy Sauron túlságosan megerősödik, s egyenként végez majd minden ellenségével, ha nem fognak össze ellene. Ezért szövetséget kötöttek, az Emberek és Tündék Utolsó Szövetségét, s keletre masíroztak Középföldén tündék és emberek hatalmas seregével, s egy időre megálltak Imladrisban. Úgy mondják, azóta sem volt Középföldén annál szebb és fenségesebb had, és nagyobb sem kivéve az Izzó Harag Háborúját.
Imladrisból indulva átkeltek számos hágón a Ködhegységen, követték az Anduin folyását, s végül Dagorlad csatamezején találkoztak Sauron seregével, a Fekete Kapu előtt. Minden élőlények megoszlottak azon a napon, s minden fajtából, még az állatokból és a madarakból is akadt néhány mindkét seregben, a tündéket kivéve, mert azok egységesen követték Gil-galadot. A törpök közül kevés akadt mindkét oldalon, ám a Moriai Durin nemzetségéből harcoltak néhányan Sauron ellen. Csatlakoztak hozzájuk a Zölderdő és Lórien tündéi, valamint Anárion a gondori erőkkel.
A csatát Dagorlad köves síkságán vívták meg. „Napokig és hónapokig” tartott, és a holttesteket azon a helyen temették el, ahol később a Holtláp alakult ki. Végül a Szövetség felülkerekedett, és Sauron erői visszavonultak Barad-dûrba. Az erőd hét évig ostrom alatt állt, és a csatározások 3441-ig tartottak, amikor is Sauron végül engedett a nyomásnak és előjött. A Végzet Hegyének sáncairól nézett szembe kihívóival, ahol Gyűrűje hatalmának teljében volt. Gil-galad mellett állt Círdan és Elrond, Elendillel pedig csak Isildur, hiszen Anárion már elesett.
Gil-galad, mintha megérezte volna végzetének közelségét, halála előtt odaajándékozta gyűrűjét, Vilyát Elrondnak. Nem sokkal később a csatatéren magával Sauronnal vívott meg, de Sauron megragadta és a tündekirály teste lángolva porrá vált. Ezután Elendil következett. Buzogányával hatalmasat sújtott a királyra és az messze zuhant le, ráesett kardjára, a Narsilra és az darabokra tört. De Sauron is földre került, amikor a Narsil markolatdarabjával Isildur levágta a kezéről az Uralkodó Egy Gyűrűt.
Sauron teste ekkor elpusztult, egy időre legyőzetett, odahagyta testét, s a szelleme elmenekült, és távoli helyeken bujkált, s hosszú éveken át nem öltött ismét látható alakot.